# Pizzo Coca
Il Pizzo Coca (Ol Coca in bergamasco) è una montagna delle Alpi Centrali alta 3.052 m s.l.m., situata lungo lo spartiacque che divide la Val Seriana (provincia di Bergamo) e la Valtellina (provincia di Sondrio). È la cima più alta delle Alpi Orobie, per questo viene anche chiamato Re delle Orobie.

## Descrizione

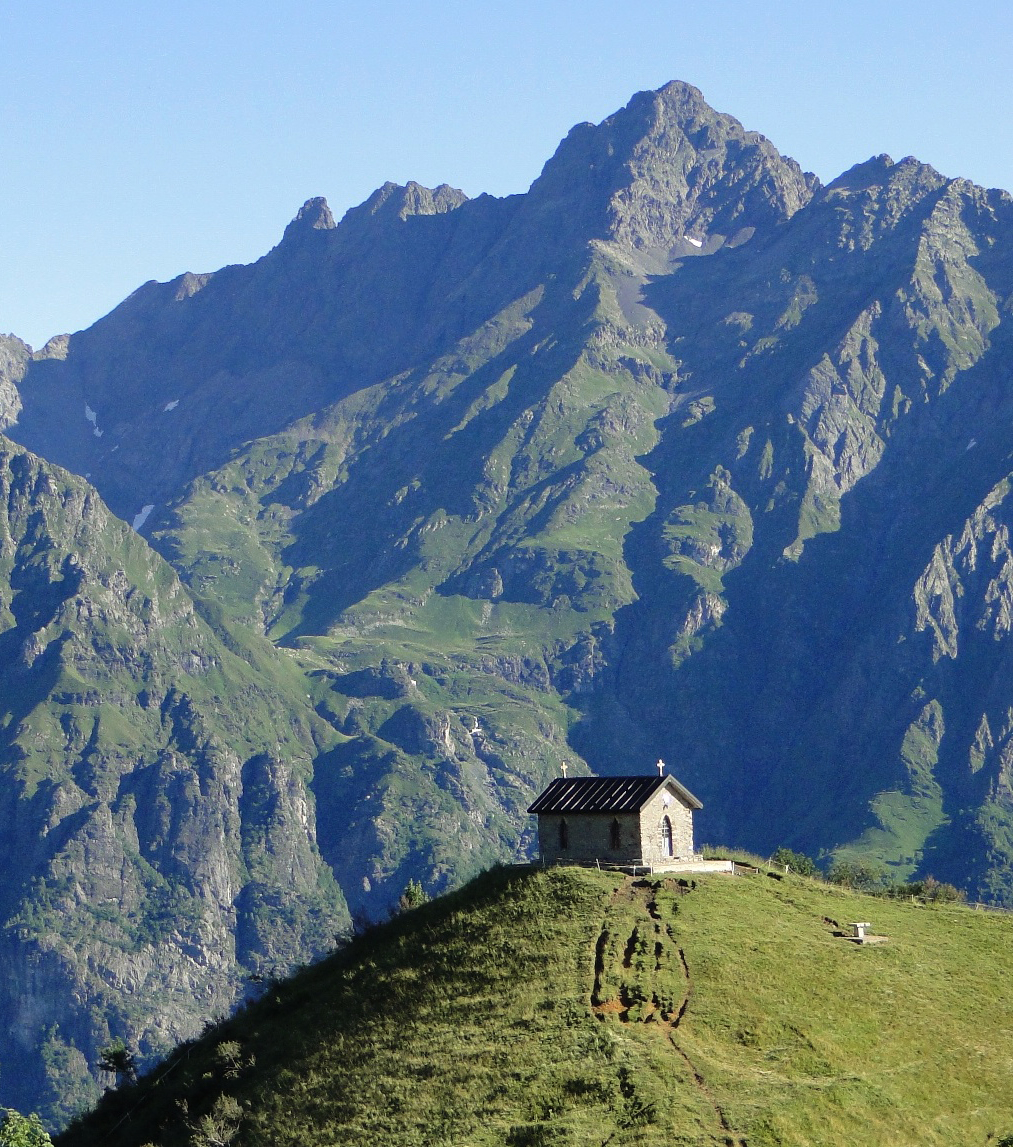
Il Coca visto dal passo della Manina

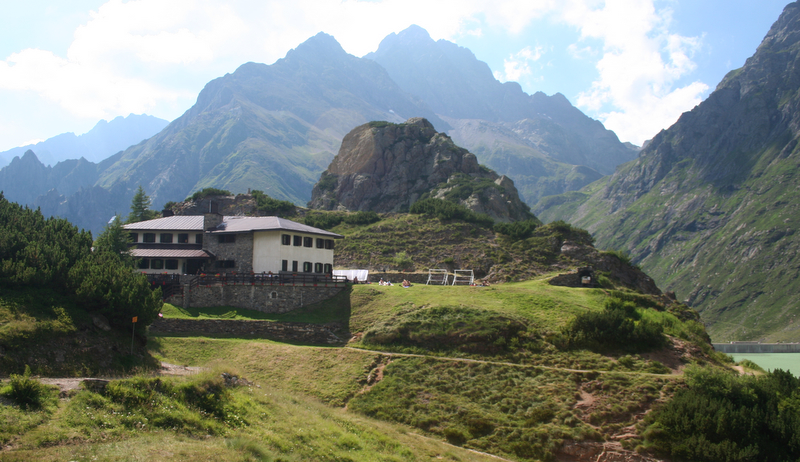
Il rifugio Curò con il pizzo Coca sullo sfondo

Con i suoi 3.052 m il pizzo Coca è la vetta orobica più alta, piazzandosi davanti al pizzo Redorta (3.038 m) e alla punta Scais (3.038 m). Si eleva maestoso oltre 2000 m sopra il fondovalle seriano e separa la valle di Coca, la Valmorta e la val d'Arigna. Il versante nord (valtellinese) è il più austero, caratterizzato da pendii scoscesi alla base dei quali sono presenti piccoli ghiacciai, come la Vedretta del Marovin e la Vedretta del Lupo. I versanti sud ed est (bergamaschi), meno selvaggi ma comunque impervi, sono quelli su cui si sviluppano le vie di salita più battute.
Ha due sommità distanti una cinquantina di metri: la meridionale (cima principale), interamente compresa nel territorio seriano, che si trova subito a nord dell'incontro degli spigoli sud e sud-est, e la settentrionale, di elevazione appena minore, situata sulla linea orografica principale.
Dalla cima si può godere di un grandioso panorama a 360° sulle Orobie e le Alpi Retiche. Oltre a diverse vette minori, si possono ammirare:
- verso nord il Gruppo del Bernina, il Monte Disgrazia e le Alpi Retiche occidentali;
- verso est le cime che contornano il lago del Barbellino (Pizzo del Diavolo della Malgina, Monte Torena, Pizzo Strinato, Monte Costone, Monte Trobio, Monte Gleno, Pizzo Recastello) e l'Adamello;
- verso ovest il Pizzo Redorta, la Punta Scais, il Pizzo del Diavolo di Tenda,
- verso sud la Presolana, il Pizzo Arera e in lontananza l'Appennino tosco-emiliano.

Sul versante bergamasco il Coca, insieme al Redorta e allo Scais, fa parte di una dentellata cresta disposta a ferro di cavallo attorno ad una conca detritica chiamata Conca dei Giganti (perché delimitata dalle 3 vette orobiche più alte), la quale ospita il lago di Coca. Appena a nord-ovest del pizzo Coca sorge il Dente di Coca, montagna alpinisticamente molto più difficile.
Il suo nome deriva dal termine Cocca, che significa "vetta".

## Storia

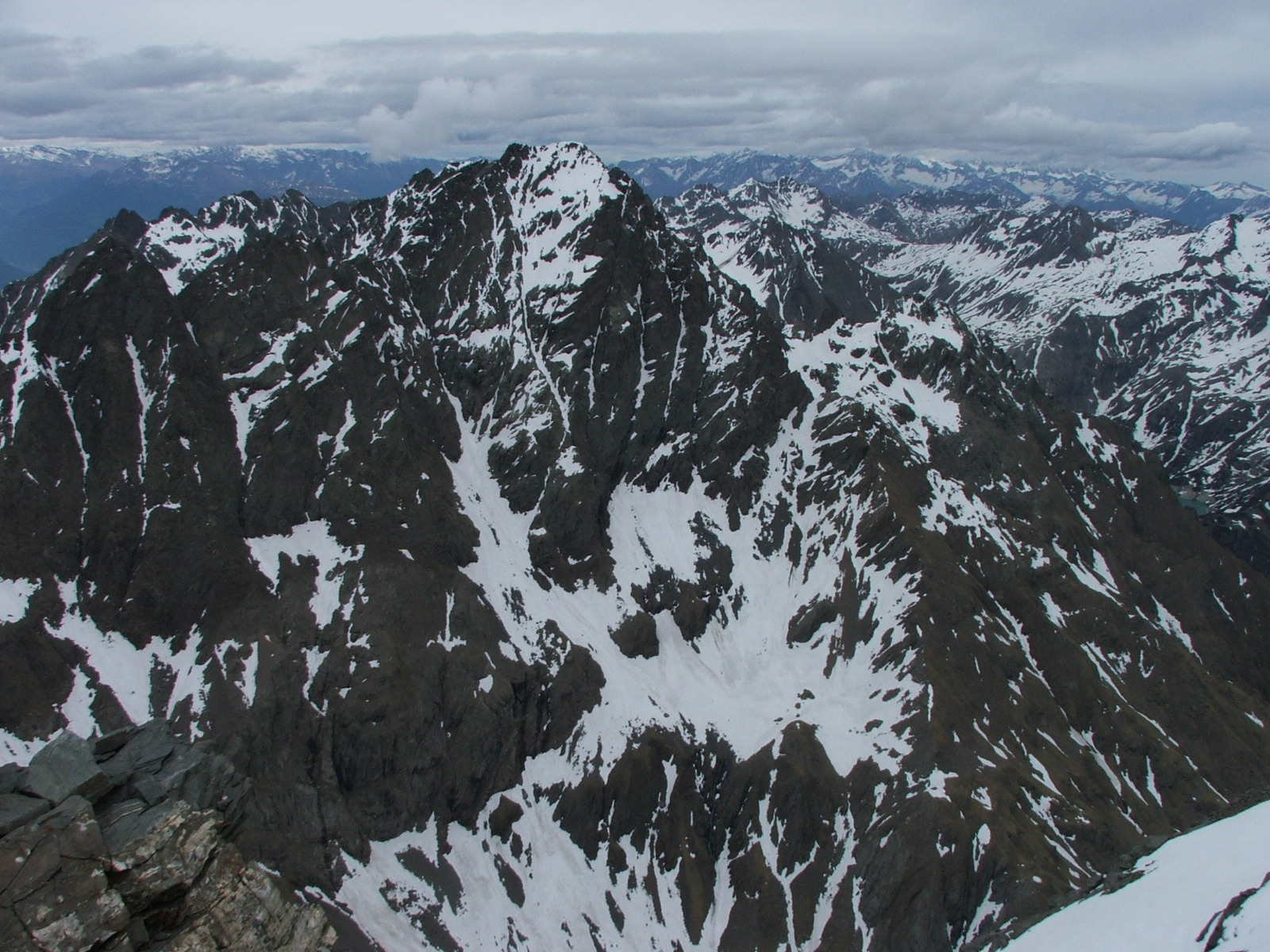
Il Coca visto dal Pizzo Redorta

La prima salita del Coca fu portata a termine da Antonio Baroni nel luglio 1877, che da Valbondione risalì il versante meridionale passando per la Bocchetta dei Camosci, lungo quella che è ancora oggi la via normale. A settembre dello stesso anno Baroni ripeté la scalata in compagnia di Emilio Torri, mentre due anni più tardi l'ascesa fu compiuta dall'ingegner Giuseppe Nievo e dalla guida Isaia Bonetti.
L'11 settembre 1889 Antonio Baroni aprì anche una nuova via sul versante valtellinese, risalendo il canalone nevoso nord-ovest dalla val d'Arigna, inaugurando le vie di ghiaccio sulle Orobie.
Al momento della prima salita non si sapeva ancora con certezza quale tra il Coca, il Redorta e lo Scais avesse elevazione maggiore. Il 28 settembre 1877 il presidente del CAI di Bergamo Antonio Curò decise di scalare il pizzo Redorta, che sulle carte dell'epoca era segnalato come montagna più alta, con l'intento di stabilire con certezza la cima più elevata. Il 30 settembre, dopo aver pernottato alla baita che poi sarebbe diventata il rifugio Ca' Brunona, raggiunse la vetta e, effettuate le dovute misure, stabilì che il vicino Coca fosse più alto del Redorta di circa 20 metri (misurazione vicina a quella reale), decretandolo quindi giustamente come cima maggiore delle Orobie. 

## Accessi

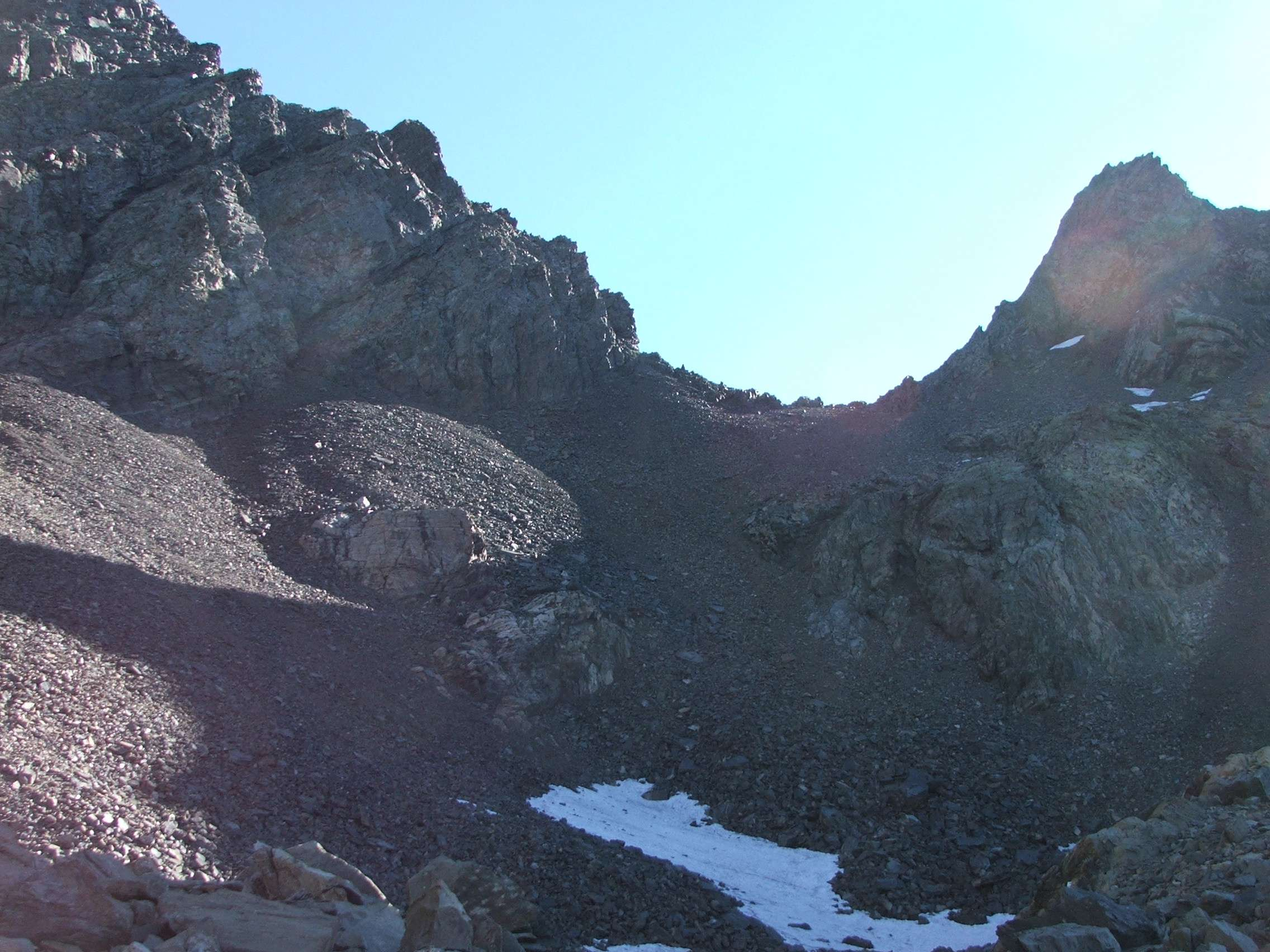
La Bocchetta dei Camosci

La via normale si sviluppa sul versante meridionale partendo da Valbondione (900 m). Da qui si imbocca il sentiero n° 301 che porta in 2,30 ore al rifugio Coca (1.891 m), quindi si prosegue verso il Lago di Coca (2.108 m). Da qui si risale il ghiaione verso destra e, per ripido sentiero, si arriva all'anfiteatro naturale posto ai piedi della Bocchetta dei Camosci. Raggiunta la bocchetta (2.719 m) si prosegue a sinistra con la parte più ripida e difficile della via che permette, dopo poco più di 300 metri di dislivello, di raggiungere la croce di vetta del pizzo Coca con passaggi alpinistici di I/II grado. Questo tracciato richiede conoscenza delle elementari tecniche di arrampicata, assenza di vertigini e buon senso dell'orientamento per evitare di perdere la via nell'ultima parte, specie in caso di nebbia. È necessario inoltre grande allenamento non tanto per la lunghezza (la tempistica normalmente segnalata è di 5,30 - 6 ore di cammino), ma per il considerevole dislivello da superare (oltre 2.100 m). Spesso infatti l'itinerario viene spezzato in due giorni pernottando al rifugio Coca.
Un'altra possibilità prevede la salita alla Bocchetta dei Camosci dal versante est, partendo dal Rifugio Curò e seguendo un sentiero che attraversa la Valmorta. Da qui si deve seguire un sentierino molto esposto a forte pendenza, con terreno friabile e possibilità di tratti innevati fino a tarda stagione. Dalla bocchetta si segue poi la via normale.
Il pizzo Coca ospita varie vie alpinistiche: alcune tra le più battute sono la cresta est, la parete ovest, il canale nord-ovest, il concatenamento passo Coca - Dente di Coca - pizzo Coca e la traversata delle 6 cime, itinerario alpinistico che dal Redorta conduce al Coca passando per Scais, Porola, cime d'Arigna e Dente di Coca restando sempre in cresta (con passaggi massimi di IV grado).